# Anna Umińska-Woroniecka
Anna Umińska-Woroniecka (ur. 1977) – polska politolog, doktor habilitowany nauk społecznych.

## Życiorys
W 2002 r. ukończyła studia administracyjne, w 2006 r. obroniła pracę doktorską pt. Realizacja funkcji konsularnych przez polskie służby dyplomatyczne i konsularne na terytorium Federacji Rosyjskiej w latach 1992-2004, której promotorem był prof. Marian Wolański, w 2024 r. habilitowała się.
Została pracownikiem naukowym na Uniwersytecie Wrocławskim.